# Mercedes 46/100 PS

La Mercedes 46/100 PS est une voiture de sport produite par Daimler-Motoren-Gesellschaft en 1913 sous la marque Mercedes. Au début des années 1910, de nombreuses courses ont eu lieu. Ils se surpassaient les uns les autres avec de nouveaux records de vitesse. La société Benz avait appelé la « Benz éclair » ou « Blitzen-Benz ». Le véhicule était le véhicule le plus rapide du monde à l’époque. La société Fiat avait également produit des véhicules aussi rapides. La S 61 d’une cylindrée de 10 litres et la S 76 d’une cylindrée de 28,3 litres ont établi la nouvelle norme. La société Daimler-Motoren-Gesellschaft ne voulait pas être inférieure à la concurrence et a installé un moteur du Zeppelin. Les moteurs les plus connus de l’industrie aéronautique sont le M 311 d’une cylindrée de 15,9 litres et le M 317 d’une cylindrée de 20,5 litres. Pour le premier véhicule équipé d’un moteur issu de l’aviation, un moteur de 12 litres a été utilisé. L’alésage du moteur à quatre cylindres était de 150 mm et la course de 170 mm. À partir de la cylindrée exacte de 12016 cm³, une puissance maximale de 100 ch a été atteinte. Un seul exemplaire de cette première tentative avec un moteur d’avion a été produit. Cependant, d’autres véhicules avec des moteurs encore plus gros ont suivi, comme le 79/200 ou le 92/160 ch.

## Production 46/100 PS
| Année     | 1913 | total |
| --------- | ---- | ----- |
| 46/100 PS | 1    | 1     |